# Pseudopityophthorus
Pseudopityophthorus är ett släkte av skalbaggar. Pseudopityophthorus ingår i familjen vivlar.

## Dottertaxa tillPseudopityophthorus, i alfabetisk ordning[1]
- Pseudopityophthorus acuminatus
- Pseudopityophthorus aesculinus
- Pseudopityophthorus agrifoliae
- Pseudopityophthorus asperulus
- Pseudopityophthorus cincinnatus
- Pseudopityophthorus colombianus
- Pseudopityophthorus comosus
- Pseudopityophthorus convexus
- Pseudopityophthorus curtus
- Pseudopityophthorus declivis
- Pseudopityophthorus denticulus
- Pseudopityophthorus durangoensis
- Pseudopityophthorus fagi
- Pseudopityophthorus festivus
- Pseudopityophthorus gracilis
- Pseudopityophthorus granulatus
- Pseudopityophthorus granulifer
- Pseudopityophthorus hirsutus
- Pseudopityophthorus hispidus
- Pseudopityophthorus hondurensis
- Pseudopityophthorus limbatus
- Pseudopityophthorus micans
- Pseudopityophthorus minutissimus
- Pseudopityophthorus montanus
- Pseudopityophthorus opacicollis
- Pseudopityophthorus peregrinus
- Pseudopityophthorus pruinosus
- Pseudopityophthorus pubescens
- Pseudopityophthorus pubipennis
- Pseudopityophthorus pulvereus
- Pseudopityophthorus singularis
- Pseudopityophthorus squamosus
- Pseudopityophthorus tenuis
- Pseudopityophthorus tropicalis
- Pseudopityophthorus truncatus
- Pseudopityophthorus virilis
- Pseudopityophthorus xalapae
- Pseudopityophthorus yavapaii